# Повреждение кабеля Estlink 2 (2024)
Повреждение силового кабеля Estlink 2 в Балтийском море произошло 25 декабря 2024 года и привело к падению поставок электроэнергии в Эстонию.

## Событие
25 декабря 2024 года в 12.26 по эстонскому времени произошло аварийное отключение подводного кабеля постоянного тока EstLink 2 между Эстонией и Финляндией. EstLink 2 состоит из преобразовательных станций в Эстонии и Финляндии и более 170 км линий постоянного тока, из которых около 12 км проложены по суше в Эстонии (подземный кабель), около 147 км — по дну Финского залива и около 14 км — по суше в Финляндии (воздушный кабель). По Estlink 2 в основном поступала электроэнергия из Финляндии в Эстонию. В результате аварии произошло резкое падение поставок электроэнергии в Эстонию.

## Расследование

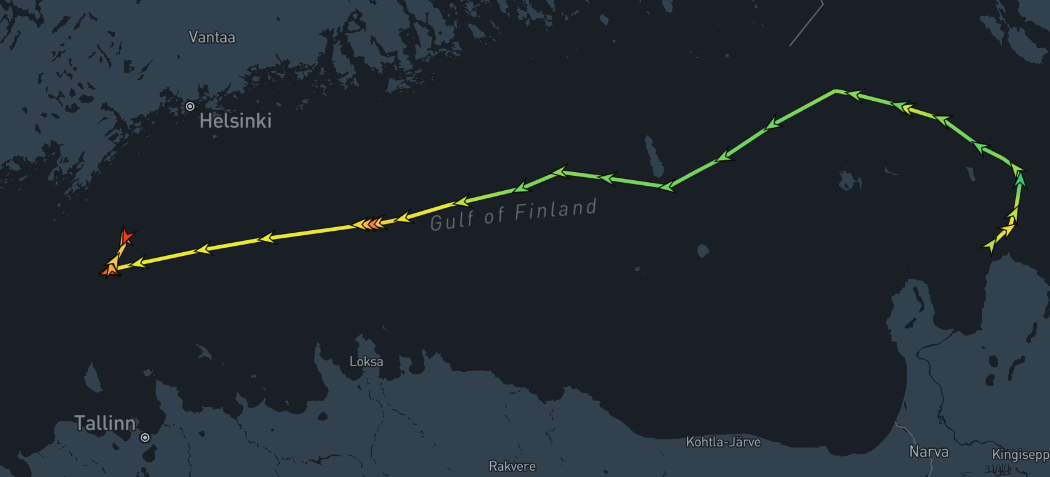
Путь танкера Eagle S

Было установлено, что кабель был поврежден. Полиция и пограничная служба Финляндии начали расследование. В ночь на 26 декабря по подозрению в повреждении кабеля власти Финляндии задержали танкер Eagle S, зарегистрированный под флагом Островов Кука. Таможенная служба Финляндии заявила, что этот танкер «является частью российского теневого флота». 25 декабря Eagle S вышел из российского порта Усть-Луга и, судя по документам, направлялся в порт Алиага в Турции. Пограничники Финляндии попросили экипаж Eagle S поднять якорь, однако на поверхности оказалась только якорная цепь.

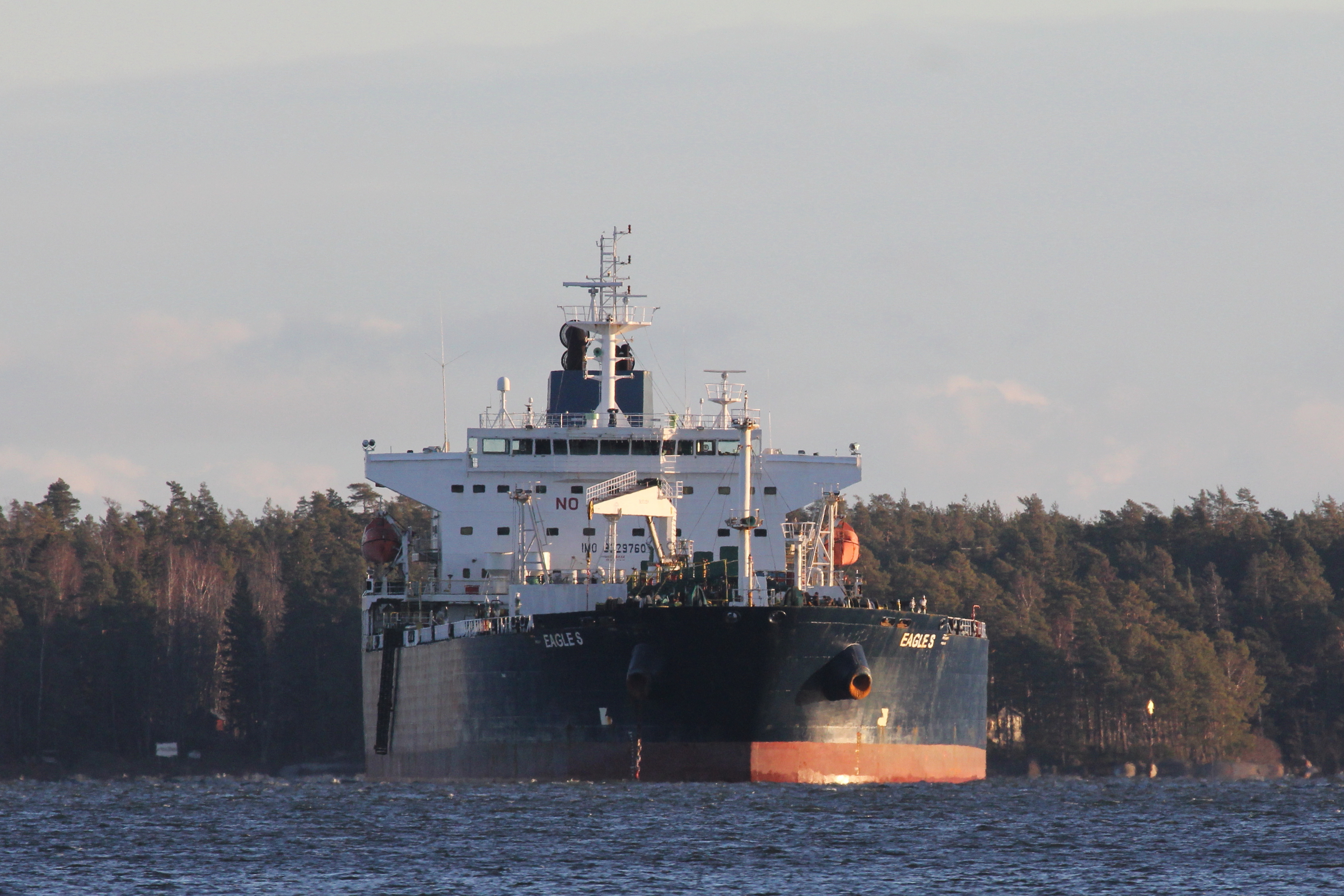
Танкер Eagle S на якоре недалеко от Порвоо, Финляндия, декабрь 2024 года

30 декабря 2024 года полиция Финляндии заявила, что нашла след от якоря на месте повреждения кабеля EstLink 2 на дне Финского залива: «С помощью подводных работ нам удалось обнаружить волочащийся след на морском дне от начала и до конца. Протяженность следа составляет десятки километров».
Финляндия задержала танкер и запретила экипажу покидать страну. Было начато досудебное расследование. На судне было обнаружено оборудование для скрытного сбора информации.
20 января 2025 года Washington Post сослалась на анонимные источники в разведке США и анонимные источники из двух неназванных европейских служб безопасности, которые утверждали, что недавние инциденты с обрывом кабеля были случайностями, а не российской диверсией.
В начале марта финские власти отпустили танкер Eagle S. Полиция, завершив осмотр судна, пришла к выводу, что его дальнейший арест не требуется для расследования.

## Последствия
28 декабря 2024 года представитель финляндской энергокомпании Fingrid заявил, что устранение повреждений кабеля EstLink 2 продлится до конца июля 2025 года, затраты составят десятки миллионов евро.
30 декабря в Брюсселе было срочно созвано собрание представителей НАТО для обсуждения мер противодействия угрозам в Балтийском море. Было объявлено об усилении военного присутствия «для усиления бдительности и предотвращения инцидентов в будущем». Рассматривались и другие меры.

## Реакция
Жесткая реакция Финляндии и Эстонии получила одобрение других стран Балтии и генерального секретаря НАТО Марка Рютте, выразившего озабоченность недостаточными мерами по противодействию российского сабботажа.
Премьер-министр Латвии Эвика Силиня 29 декабря в интервью BBC сказала: «Мы должны прекратить прохождение [российского теневого флота] через Балтийское море. … Наше правительство имеет силы для того, чтобы задерживать суда, не соблюдающие международные законы и угрожающие нашей критической инфраструктуре».
Кремль не стал комментировать этот вопрос. «Не могу сказать ничего определённого, это очень узкопрофильный вопрос, который вряд ли относится к прерогативе администрации президента», — заявил пресс-секретарь Кремля Дмитрий Песков, отвечая на просьбу журналиста Reuters прокомментировать действия финских властей.
В интервью, данном The Economist, премьер-министр Эстонии Кристен Михал назвал гибридные атаки со стороны России «главной угрозой безопасности региона». По его словам, необходимо «поймать тех, кто совершает эти атаки и вывести Россию на чистую воду».